# Шаповал Сергій Борисович
Сергій Борисович Шаповал (5 червня 1969, Київ, УРСР — 18 лютого 2014, Київ, Україна) — активний учасник Євромайдану. Герой України.

## Біографія
Мешкав у Києві на Солом'янці (до 1974 року) та Оболоні. Закінчив середню загальноосвітню школу № 90 (вулиця Лаврська № 2), що на Печерську в Києві.
Після закінчення школи поступив у професійно-технічне училище від авіазаводу Антонова, за фахом «слюсар-ремонтник».
Проходив строкову службу в Радянській армії у Нагорному Карабасі, прикордонні війська. Там отримав поранення.
Заочно закінчив юридичний факультет Академії праці та соціальних відносин за фахом юрист. Багато років працював у службі охорони у корпорації «Золоті ворота».
Закінчив курси кінологів.

## На Майдані
Відразу після побиття 30 листопада 2013 року «Беркутом» мирних активістів звільнився з роботи та приїхав на Майдан Незалежності у Києві. Став активним учасником Революції гідності. Записався до 21-ї сотні Самооборони Майдану. На Майдані був з друзями та однодумцями.
Наприкінці січня 2014 року отримав перше поранення, тоді його врятував бронежилет, який був одягнений під курткою.
Під час мирної ходи майданівців до Верховної ради був у передніх колонах серед тих, у кого влучили перші постріли силовиків. 18 лютого 2014 року отримав смертельне поранення на вулиці Грушевського біля Будинку офіцерів.

## Місце поховання
Похований у Києві на Лісовому кладовищі — дільниця № 43, ряд 13, місце 24.

## Вшанування пам'яті

### Меморіальні дошки
- 23 травня 2014 року у Києві на фасаді будівлі школи, де навчався Сергій Шаповал, йому було відкрито меморіальну дошку[2].

- 23 серпня 2015 року у Києві на фасаді будинку № 32-а (третій під'їзд) на вулиці маршала Малиновського, де жив Сергій, йому було відкрито ще одну меморіальну дошку[3].

### В літературі
Київська поетеса Ірина Рассвєтная присвятила Сергію Шаповалу вірш.

## Нагороди
- Звання Герой України з удостоєнням ордена «Золота Зірка» (21 листопада 2014, посмертно) — за громадянську мужність, патріотизм, героїчне відстоювання конституційних засад демократії, прав і свобод людини, самовіддане служіння Українському народу, виявлені під час Революції гідності[5]
- Медаль «За жертовність і любов до України» (УПЦ КП, червень 2015) (посмертно)[6]